# MS Pride of Canterbury
Le Pride of Canterbury est un navire de type ferry trans-manche exploité par P&O Ferries entre Douvres et Calais.

## Son histoire
Le navire MS Pride of Canterbury était le deuxième des quatre de la Classe "European" des navires de fret commandé pour P&O European Ferries pour la route Douvres-Zeebrugge. Entre 1992 et 2002, il a navigué entre Douvres et Zeebrugge pour P&O European Ferries et plus tard, P&O Stena Line (en). Il a été converti au cours de l'hiver 2002/printemps 2003 et est ré-entré en service comme le Pride of Canterbury (en remplaçant le navire P&OSL Canterbury (en) vieillissant). Il est actuellement utilisé entre Douvres et Calais et navigue sous la flotte de P&O Ferries.
Le 31 janvier 2008, le ferry a percuté l'épave du SS Mahratta) (en) pendant des manœuvres dans le sud du Kent lors de fortes intempéries. La collision a causé la perte de l'une de ses hélices et des dégâts à l'arbre d'hélice et la boîte de vitesses. Même si le ferry était en mesure de naviguer à Douvres, sans aide, le ferry a eu besoin de l'assistance pour l'accostage. À la suite de réparations d'urgence à Falmouth, le Pride of Canterbury a repris du service avec seulement 1 hélice. En conséquence, elle a été incapable de fonctionner dans un climat rude et il a souvent été mis en place à Douvres ou la mise à l'abri dans le Kent en attendant que le vent baisse. Le ferry a été placé en cale sèche dans un chantier de réparation en novembre 2008 pour être équipé d'une nouvelle hélice en vue d'être remis en service pour la période de Noël 2008. Le navire est maintenant de retour en service à nouveau sur la Douvres à Calais route.[citation nécessaire]
Le 29 septembre 2014, un incendie a éclaté dans la salle des machines aux alentours de 8 h du matin au moment de son arrivée à Calais. Un porte-parole de la société P&O a déclaré : « Il a été éteint par le système de protection incendie du navire, c'est-à-dire les extincteurs automatiques à eau (sprinklers) ». Personne n'a été blessé et le navire a débarqué tous ses passagers en toute sécurité. Touché, le ferry a été hors-service pendant au moins quelques jours, et il a été réparé dans les Chantiers Arno de Dunkerque. Pour compenser l'absence de ce navire, P&O a ajouté sur la ligne le Pride of Burgundy et a augmenté ses services de trois à cinq.
Le 10 décembre 2017, lors d'un fort coup de vent le ferry dévie sur un banc de sable à l'entrée du port de Calais où il s'échoue. Trois remorqueurs, le VB Triomphant dépêché de Dunkerque ainsi que Chambon Noroît et Chambon Suroît de Calais viennent en aide au ferry et après quelques heures de travail, ils arrivent à le déséchouer avec l'aide supplémentaire du remorqueur VB Puissant. Il n'y a pas eu de blessés mais des dégâts matériels: en effet la ligne d’arbres tribord aurait été touchée et la coque endommagée par endroits. 
Début 2019, le Pride of Canterbury, comme tous les navires de la P&O sur la route Calais-Douvres, ont reçu le pavillon chypriote, une mesure expliquée par la compagnie comme étant due â des taxes moins élevées en vue du Brexit. Le navire est maintenant enregistré à Limassol.
Le 24 septembre 2019, P&O Ferries annonce deux nouveaux super ferrys (nom du projet : Dover super-ferries) pour la ligne Calais - Douvres en 2023 afin de remplacer sa flotte dont le Pride of Canterbury.
Le 4 Avril 2020, le Pride of Canterbury accompagné du Pride of Burgundy sont mis hors-service momentanément et quittent le port de Douvres en direction du port de Leith où ils attendent depuis. Cela est dû aux mesures prises par la compagnie à la suite de la Covid-19 où le nombre de traversés ont été drastiquement réduites.

## Navires jumeaux
Construit comme European Pathway, il est identique à l'European Seaway et l'European Highway. Le quatrième navire de fret ferry a été converti en un bateau polyvalent pour la ligne Douvres-Calais et nommé le Pride of Burgundy mais elle a toujours conservé un certain nombre de similitudes. À la suite de la conversion à des fins multiples de navire, le Pride of Canterbury est presque identique au Pride of Kent.
- MS European Seaway
- MS Pride of Kent (anciennement European Highway)
- MS Pride of Burgundy

Le Pride of Canterbury et le Pride of Kent sont communément connus comme les "Jumeaux Darwins" ou "Darwins" après le nom donné par P&O pour la conversion des navires.

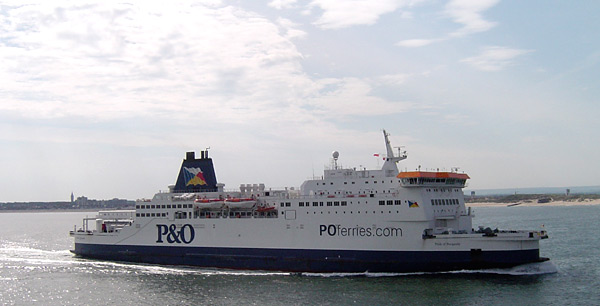
Pride of Burgundy
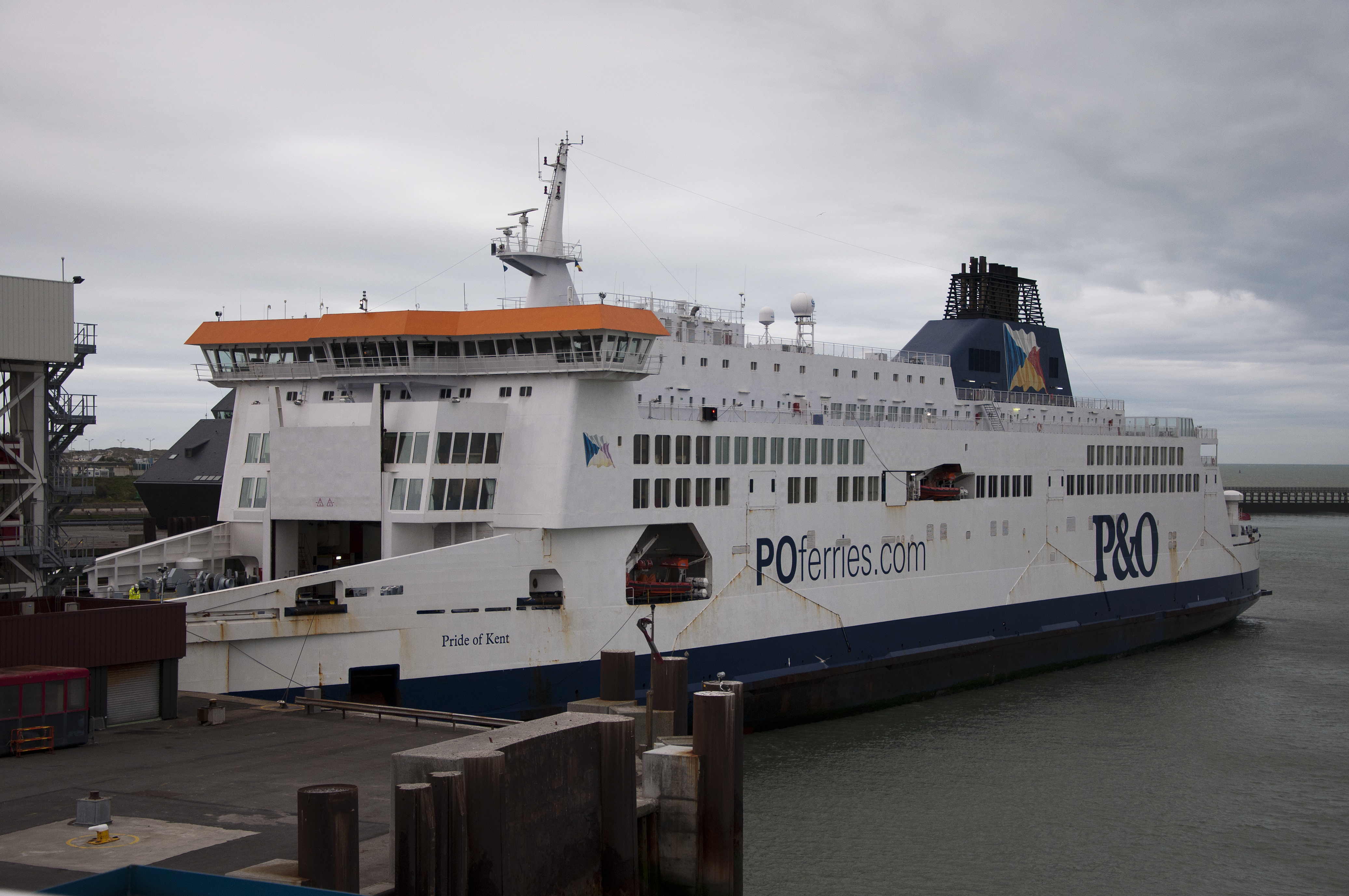
Pride of Kent
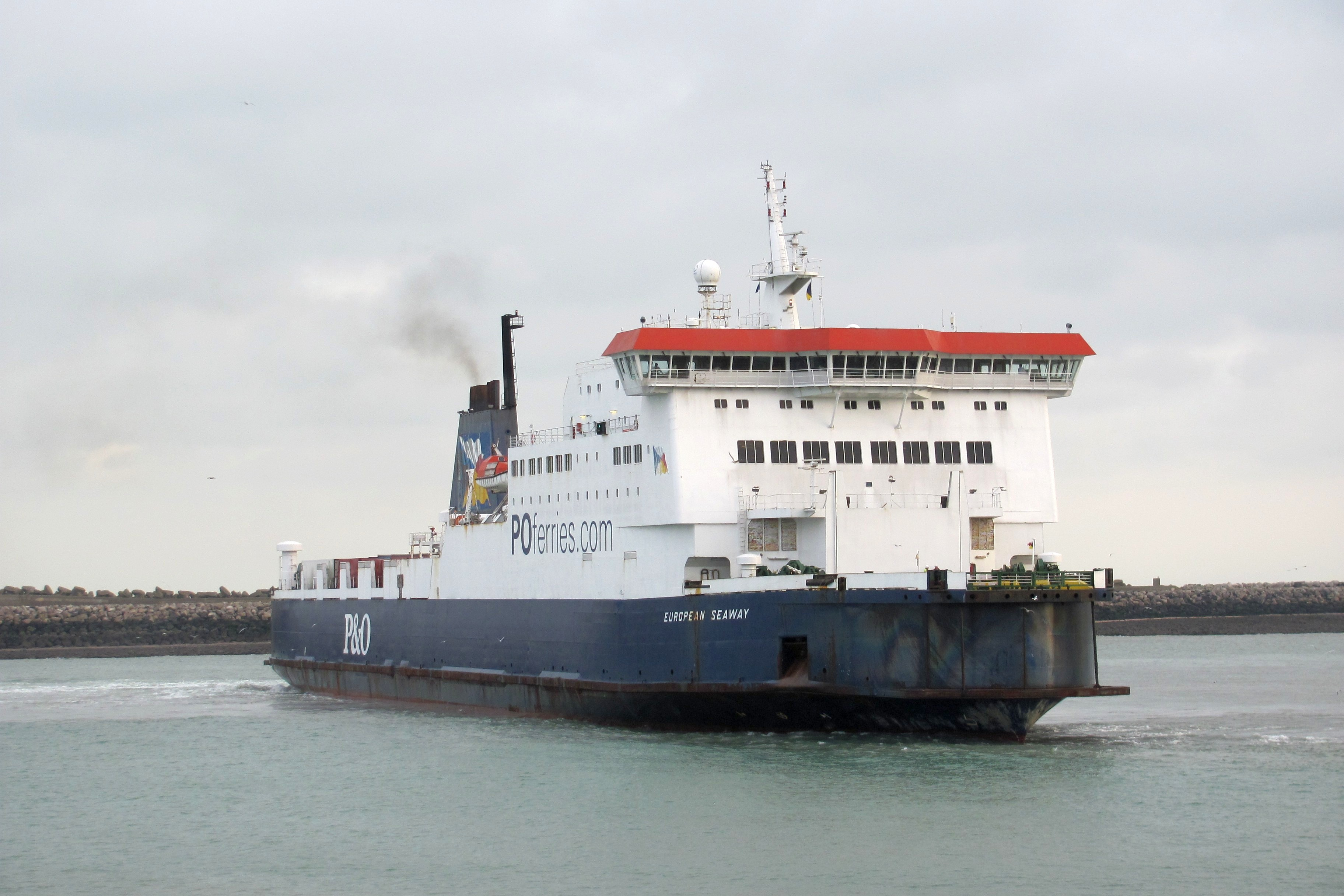
European Seaway